# Нигрин
Нигрин (лат. Nigrinus; ум. 361) — трибун турмы всадников, поднявший восстание в Аквилее. Согласно Аммиану Марцеллину, Нигрин был родом из Месопотамии. После провозглашения Юлиана несколько легионов Констанция, в чей верности император сомневался, были отправлены в Галлию для борьбы с варварами. Вот что сказано о начале бунта в «Римской истории»:

Люди двинулись в путь лениво, и в страхе перед огромным расстоянием и постоянными военными действиями против диких германцев, стали замышлять бунт; зачинщиком и подстрекателем был Нигрин, трибун турмы всадников, родом из Месопотамии.— 
Подойдя к Аквилее, войска, заручившись поддержкой населения, укрепились там. Юлиан послал против них войско под командованием Иовина, но тот вёл осаду безуспешно. Вскоре Иовин был отозван. Аквилея осаждалась ещё некоторое время, но прибывший полководец Агилон уговорил сдаться жителей, и те представили Нигрина как виновника бунта. После этого Нигрин был сожжён живьём.